# 新谷崇一
新谷 崇一（あらや しゅういち、1948年6月 - ）は、日本の教育学者・社会学者である。福島大学行政政策学類教授。
専門は、スポーツ社会学・スポーツ科学。社会におけるスポーツやスポーツにみられる社会問題を社会学の観点から研究・解明し、現代社会における望ましいスポーツのあり方を模索する。

## 来歴
- 1972年、横浜国立大学教育学部卒業
- 1976年、東京教育大学大学院体育学研究科修士課程修了
- 1976年、皇學館大学文学部助手
- 1978年、皇學館大学文学部講師
- 1980年、福島大学教育学部講師
- 1984年、福島大学教育学部（のち行政社会学部に配置換え）助教授
- 1993年、福島大学行政社会学部（のち行政政策学類に改組）教授

## 著書
- 『大学生のための保健体育教本』（共著） 学術図書出版、1982年